# Komisariat Straży Celnej „Tarnowskie Góry”

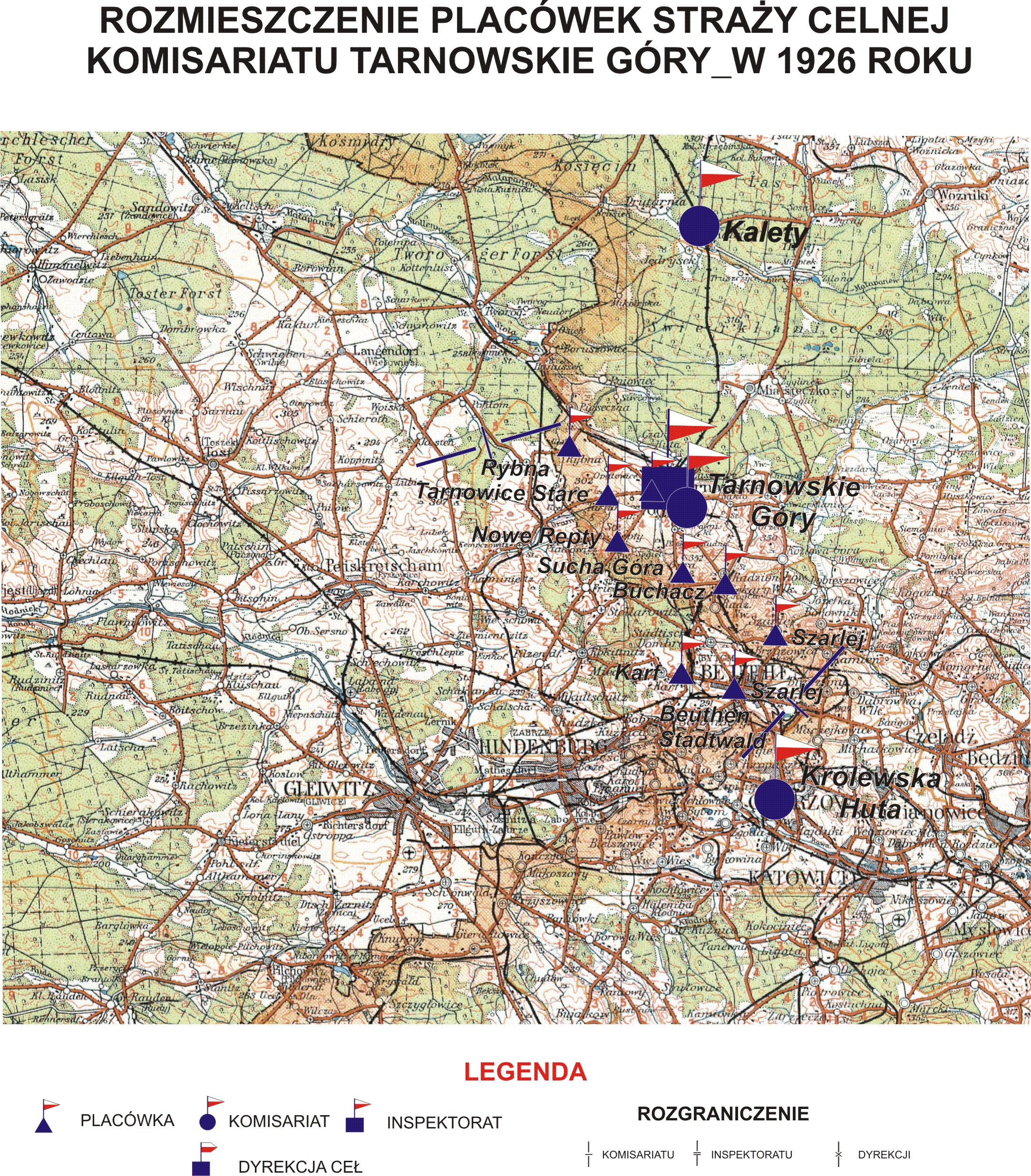
Rozmieszczenie placówek SC Komisariatu Tarnowskie Góry

Komisariat Straży Celnej „Tarnowskie Góry” – jednostka organizacyjna Straży Celnej pełniąca służbę ochronną na granicy polsko-niemieckiej w latach 1922–1928.

## Formowanie i zmiany organizacyjne
Na wniosek Ministerstwa Skarbu, uchwałą z 10 marca 1920 roku, powołano do życia Straż Celną. Od połowy 1921 roku jednostki Straży Celnej rozpoczęły przejmowanie odcinków granicy od pododdziałów Batalionów Celnych. Proces tworzenia Straży Celnej trwał do końca 1922 roku. Komisariat Straży Celnej „Tarnowskie Góry”, wraz ze swoimi placówkami granicznymi, wszedł w podporządkowanie Inspektoratu Straży Celnej „Tarnowskie Góry”.
Objęcie granicy na Śląsku przez Straż Celną nastąpiło 16 czerwca 1922 roku. W Tarnowskich Górach utworzony został komisariat straży celnej. Jego pierwszym kierownikiem został podkomisarz Wiktor Skrzypek.
W 1928 roku nastąpiła reorganizacja Straży Celnej. Placówka „Mikołeska” i „Boruszowice” zostały przydzielone do komisariatu „Kalety”. Placówki „Piaseczna” i „Rybna” zostały zlikwidowane, a w miejsce ich utworzono placówkę „Strzybnica”. Placówkę „Buchacz” i „Szarlej” przydzielono do komisariatu „Kamień”. Oddział konny podzielono. Jedną część przeniesiono do Lisowa (komisariat „Lubliniec”), a drugą do komisariatu „Kalety”. Zakład Tresury Psów przeniesiono do Góry Kalwarii.
Rozkazem nr 4 z 30 kwietnia 1928 roku w sprawie organizacji Śląskiego Inspektoratu Okręgowego dowódca Straży Granicznej gen. bryg. Stefan Pasławski powołał komisariat Straży Granicznej „Tarnowskie Góry”, który przejął ochronę granicy od rozwiązywanego komisariatu Straży Celnej.

## Służba graniczna
Sąsiednie komisariaty
- komisariat Straży Celnej „Kalety”  ⇔ komisariat Straży Celnej „Królewska Huta” − 1926

## Funkcjonariusze komisariatu
| stopień          | imię i nazwisko | okres pełnienia służby | kolejne stanowisko |
| ---------------- | --------------- | ---------------------- | ------------------ |
| podkomisarz      | Wiktor Skrzypek | był w 1922             |                    |
| starszy komisarz | Winfryd Gruszka | był w 1926             |                    |

Obsada personalna w 1926:
- kierownik komisariatu – starszy komisarz Winfryd Gruszka
- pomocnik kierownika komisariatu – podkomisarz Józef Kubacki

## Struktura organizacyjna
Placówki komisariatu SC „Tarnowskie Góry” wg kroniki.
- placówka Straży Celnej I linii „Mikołeska”
- placówka Straży Celnej I linii „Boruszowice”
- placówka Straży Celnej I linii „Piaseczna”
- placówka Straży Celnej I linii „Rybna”
- placówka Straży Celnej I linii „Tarnowice Stare”
- placówka Straży Celnej I linii „Repty Nowe”
- placówka Straży Celnej I linii „Sucha Góra”
- placówka Straży Celnej I linii „Buchacz”
- placówka Straży Celnej I linii „Szarlej”
- ponadto oddział konny w Szarleju

Organizacja komisariatu w 1926 roku:
- komenda – Tarnowskie Góry
- placówka Straży Celnej „Szarlej”
- placówka Straży Celnej „Buchacz”
- placówka Straży Celnej „Sucha Góra”
- placówka Straży Celnej „Nowe Repty”
- placówka Straży Celnej „Stare Tarnowice”
- placówka Straży Celnej „Rybna”
- placówka Straży Celnej „Tarnowskie Góry”
- placówka wewnętrzna przy Urzędzie Celnym „Bytom Dworzec”
- placówka wewnętrzna przy Urzędzie Celnym „Beuthen-Stadtwald”
- placówka Straży Celnej „Karf” (obecnie dzielnica Bytomia Karb)
- placówka wewnętrzna przy Urzędzie Celnym „Radzionków”